# Oberbauerschaft

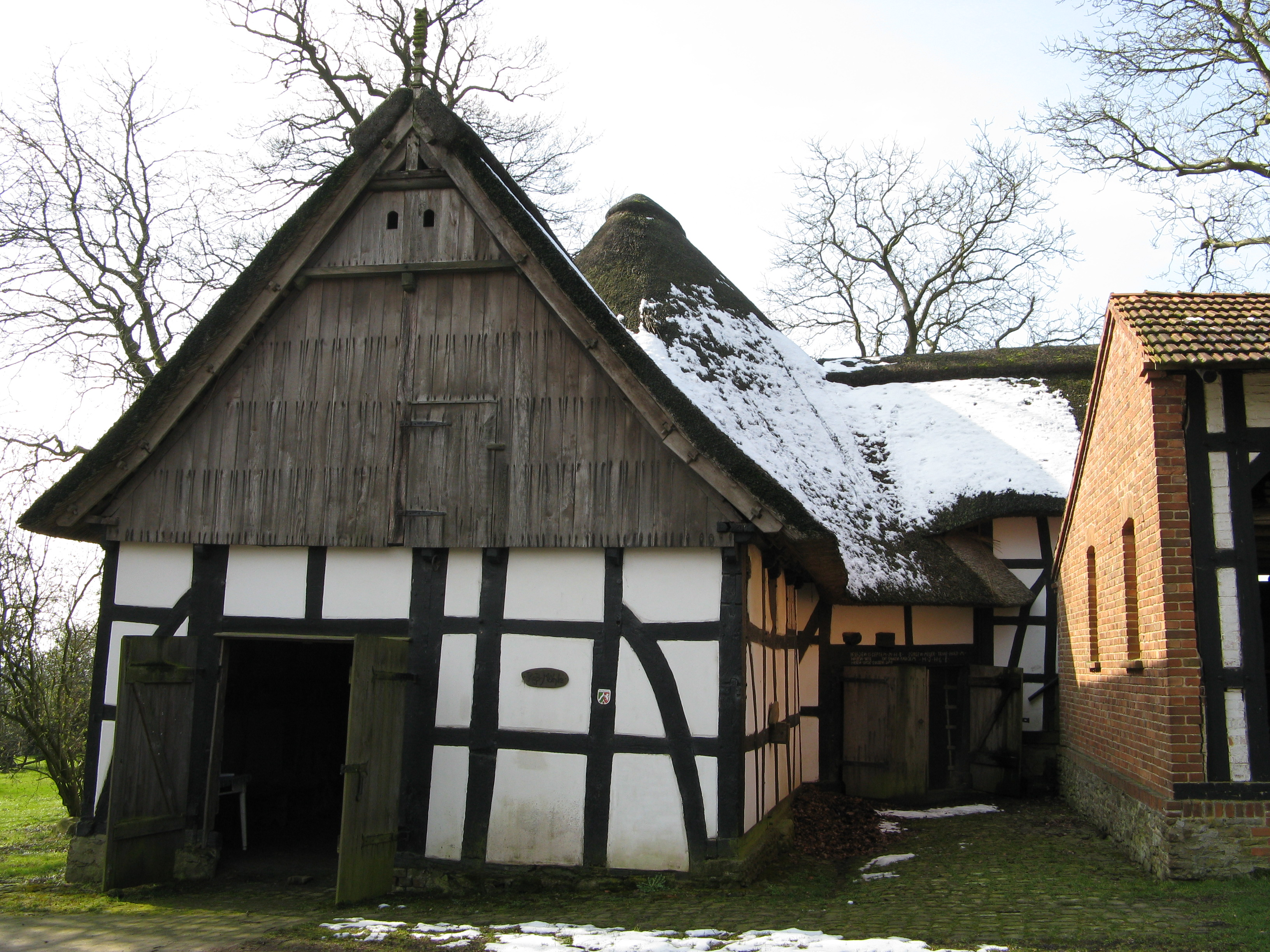
Rosmolen

Oberbauerschaft is een kleine plaats gelegen in het noordoosten van de Duitse deelstaat Noordrijn-Westfalen. De plaats is onderdeel van de gemeente Hüllhorst. Het dorpje ligt aan de zuidzijde van het Wiehengebergte, iets hoger tegen de berg aan dan het tweelingdorp Klosterbauerschaft.
De betekenis van de naam is ongeveer: hoog gelegen gehucht of, wat specifieker: hoog gelegen groep verspreide, om historische redenen bij elkaar behorende, boerderijen. 
De Bauerschaft is vanaf de 19e eeuw geleidelijk tot een groep dorpen en gehuchten uitgegroeid, waar ook mensen wonen die een werkkring in omliggende steden hebben (woonforensen). Zodoende bestaat er geen eigenlijke kern met de naam Oberbauerschaft. In het gebied zijn wel enige gebieden aan te wijzen die ten dele het karakter van een dorpskern hebben, met name: Beendorf, waar de kerk staat, Niedringhausen langs de Bundesstraße 239, en het kleinere Kniendorf ten westen van de B 239. Beendorf heeft een oude historie: het was vanaf de 12e eeuw, toen het voor het eerst in een document vermeld werd, eeuwenlang een aparte gemeente.
In Kniendorf bevindt zich een historische bezienswaardigheid: een uit 1797 daterende rosmolen, een van de grootste van Noordrijn-Westfalen.

## Sport en recreatie

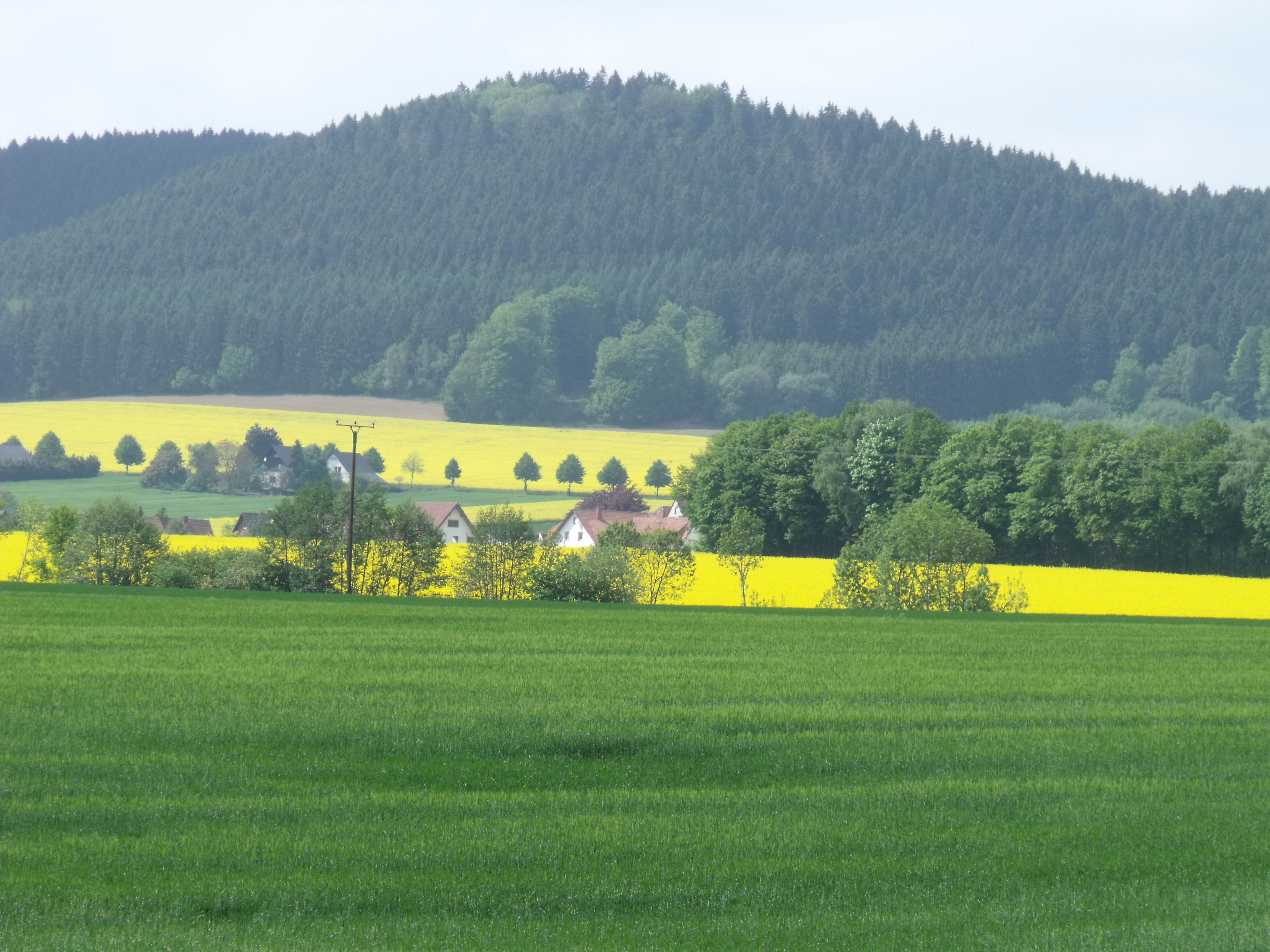
Zuidkant van de Kniebrink

Door deze plaats, die aan de zuidkant van het hoogste gedeelte, o.a. van de 315 meter hoge heuvel Kniebrink van het Wiehengebergte ligt,  loopt de Europese wandelroute E11 die loopt van Den Haag tot aan de grens Polen/Litouwen. Ter plaatse is de route bekend als Wittekindsweg.

## Kahle Wart
Boven op de bergrug is een openluchttheater gebouwd, genaamd Kahle Wart. Hier worden in de zomer voorstellingen gegeven van het plaatselijke amateurtoneel. De voorstellingen worden gespeeld in het platduits.